# Schlacht von Doryläum (1147)
Die zweite Schlacht von Doryläum war eine Schlacht zwischen einem Kreuzfahrerheer unter Konrad III. und einem Heer der Rum-Seldschuken 1147 während des Zweiten Kreuzzuges und endete mit einem Sieg der Seldschuken.

## Vorgeschichte
Ende Mai 1147 war Konrad III. mit seinem Kreuzfahrerheer von Regensburg aufgebrochen. Das Heer bestand aus etwa 20.000 Mann, darunter viele unbewaffnete Pilger. Im Gefolge Konrads zogen auch Vladislav II. Herzog (ab 1158 König) von Böhmen und Boleslaw I. Herzog von Schlesien mit. An der Spitze des deutschen Adels stand Konrads Neffe und Erbe, Friedrich Herzog  von Schwaben (später Kaiser Friedrich I. Barbarossa) und Konrads Halbbruder, Heinrich II. Jasomirgott, Markgraf von Österreich und Herzog von Bayern. Die Truppe aus Lothringen stand unter der Leitung des Stephans von Bar, Bischof von Metz (1120–1162), und Heinrich I. von Lothringen, Bischof von Toul (1127–1167).
Schon bevor der Zug Byzanz erreicht hatte, gab es Auseinandersetzungen mit Manuel I., dem Kaiser des Byzantinischen Reichs, der fürchtete, Konrad wolle sich auch gegen ihn wenden. Manuel einigte sich in einen Geheimvertrag auf einen Waffenstillstand mit den Seldschuken. Seine Frau Bertha konnte jedoch zwischen den Kreuzfahrern und ihm vermitteln. Gegen den Rat Manuels zog Konrad, wie rund 50 Jahre zuvor der Erste Kreuzzug, mitten durch Kleinasien.

## Die Schlacht
Konrads Heer war auf den Marsch durch das zerklüftete Hochland nur unzureichend vorbereitet. Es kam im Gebirge nur so langsam voran, dass Proviant und Wasser früher als geplant knapp wurden. Die erschöpften und durstigen Kreuzfahrer gerieten dann in der Nähe von Dorylaion in einen gut vorbereiteten Hinterhalt der Seldschuken. Dabei gelang es den seldschukischen berittenen Bogenschützen, die christlichen Ritter dazu zu verleiten, sie zu verfolgen. Zerstreut und weit entfernt von der eigenen Infanterie wurden sie eine leichte Beute für die seldschukische Reiterei. Das christliche Fußvolk wurde nun völlig überrumpelt und musste sich unter katastrophalen Verlusten zurückziehen.
Die Überlebenden zogen sich zunächst geordnet zurück und wurden dabei ständig von seldschukischen Verfolgern bedrängt. Die Notwendigkeit, im Umland Proviant zu beschaffen, verlangsamte dabei ihr Vorankommen. Als es den Seldschuken gelang, die Nachhut der Kreuzfahrer zu überwältigen und deren Kommandeur, den Grafen Bernhard von Plötzkau, zu töten, brach Panik im Kreuzfahrerheer aus und die Seldschuken metzelten die ungeordnet Fliehenden nunmehr ungehindert nieder.
Erst Anfang November erreichte Konrad das sichere Nicäa, bis dahin hatte er den Großteil seiner Streitmacht verloren. Viele der Überlebenden waren verwundet worden, so auch Konrad.

## Folgen
Mit dem spärlichen Rest seiner Truppen traf Konrad in Lopadium am Rhyndakos mit dem Zug Ludwigs VII. zusammen, und die beiden marschierten gemeinsam an der Küste entlang. In Ephesus erkrankte Konrad und blieb zurück. Das Heer litt am regenreichen Winterwetter, wurde von den verbündeten Byzantinern nur mangelhaft versorgt und immer wieder von Seldschuken angegriffen. Nur wenige von ihnen erreichten Palästina.